# Satama-Sokoro
Satama-Sokoro  est une localité du centre de la Côte d'Ivoire et appartenant au département de Dabakala, Région de la Vallée du Bandama. La localité de Satama-Sokoro est un chef-lieu de commune.